# Donald Ramphadi
Donald Ramphadi (n. 10 iunie 1993, Mogapeng⁠(d)) este un jucător de tenis ce a reprezentat Africa de Sud. A participat la competiții asociate Jocurilor Olimpice în care a câștigat o medalie de bronz.